# Manley (Cheshire)
Manley è un villaggio e parrocchia civile dell'Inghilterra, appartenente alla contea del Cheshire.